# Kerri Pottharst
Kerri-Ann Pottharst (Adelaide, 25 giugno 1965) è un'ex giocatrice di beach volley australiana.

## Biografia
Ha debuttato nel circuito professionistico internazionale il 15 gennaio 1994 a Miami, negli Stati Uniti d'America, in coppia con Annette Huygens Tholen piazzandosi in 7ª posizione. l'11 agosto 1996 ha ottenuto la sua prima vittoria in una tappa del World tour ad Osaka, in Giappone, insieme a Natalie Cook. Nel massimo circuito FIVB ha trionfato per 2 volte sempre insieme alla Cook.
Ha preso parte a tre edizioni dei Giochi olimpici: ad Atlanta 1996, dove ha conquistato la medaglia di bronzo in coppia con Natalie Cook, a Sydney 2000, occasione in cui ha vinto il titolo olimpico ancora insieme a Natalie Cook, ed a Atene 2004, classificandosi al 9º posto con Summer Lochowicz.
Ha altresì partecipato a tre edizioni dei campionati mondiali, ottenendo come miglior risultato la 7ª posizione a Marsiglia 1999 in coppia con Pauline Manser.

## Palmarès

### Giochi olimpici
- 1 oro: a Sydney 2000
- 1 bronzo: ad Atlanta 1996

### World tour
- 21 podi: 2 primi posti, 9 secondi posti e 10 terzi posti

### World tour - vittorie
| Data           | Località | Nazione  | in coppia con |
| -------------- | -------- | -------- | ------------- |
| 11 agosto 1996 | Osaka    | Giappone | Natalie Cook  |
| 8 aprile 2001  | Macao    | Cina     | Natalie Cook  |